# Ernst Schirlitz
Ernst Schirlitz (ur. 7 września 1893 w Dzierzgoniu, zm. 27 listopada 1978 w Glücksburgu) – niemiecki wojskowy, wiceadmirał Kriegsmarine. Podczas II wojny światowej był dowódcą fortecy i portu w La Rochelle, tam dostał się również do niewoli alianckiej.
Podczas I wojny światowej był oficerem wachtowym na sterowcach Kaiserliche Marine. 24 września 1916 sterowiec na którym służył (L 33) rozbił się we wsi Little Wigborough. Schirlitz został wzięty do niewoli, którą opuścił w listopadzie 1919 roku.

## Odznaczenia
- Krzyż Rycerski Krzyża Żelaznego (1945)
- Złoty Krzyż Niemiecki (1944)
- Krzyż Hanzeatycki Lubecki
- Krzyż Żelazny I i II klasy